# Polis Akademisi ve Koleji
Polis Akademisi ve Koleji byl hokejový klub z Ankary, který hraje Tureckou hokejovou ligu. Klub byl založen roku 1996, jeho domovským stadionem byl G.S.İ.M. Buz Pateni Sarayı s kapacitou 1150 lidí. Roku 2010 zanikl kvůli ztrátě sponzora.

## Vítězství
- Turecká liga ledního hokeje – 2001, 2004, 2005, 2006, 2008 a 2009